# Agatharchos
Agatharchos ze Samu byl starověký řecký malíř, současník Zeuxida z Hérakleie, který působil v Athénách mezi lety 460 a 420 př. n. l.
Byl znám pro rychlost a snadnost, s jakou svá díla tvořil. Je pokládán za objevitele perspektivy.
Podle Vitruvia byl prvním malířem divadelních dekorací, když maloval pro Aischylovy hry, a napsal o tomto malířském oboru spis Σκηνογραφία, Skénografía, který se však nedochoval. Podle jiných zdrojů to však byly dekorace pro jiného dramatika – Sofokla.
Maloval dům významnému athénskému politikovi Alkibiadovi, k čemuž byl prý donucen násilím.
Žádné z jeho děl se nedochovalo.